# بيتر أوكونور
بيتر أوكونور (بالإنجليزية: Peter O'Connor)‏ هو عالم نفس أسترالي، ولد في 1942.